# Cardiff Arms Park
Het Cardiff Arms Park is een multifunctioneel stadion in Cardiff, een stad in Wales.
Oorspronkelijk werd het stadion vooral gebruikt voor rugbywedstrijden. Zo was dit stadion in 1991 een van de stadions die werden ingezet op het wereldkampioenschap rugby van dat jaar. De rugbyclubs Cardiff Blues en Cardiff RFC maken gebruik van dit stadion. In het stadion is plaats voor 12.500 toeschouwers. Het stadion werd geopend in 1969.